# 1981 QN3
1981 QN3 är en asteroid i huvudbältet som upptäcktes den 26 augusti 1981 av den belgiske astronomen Henri Debehogne vid La Silla-observatoriet.